# Новосибірський академічний симфонічний оркестр
Новосибірський академічний симфонічний оркестр — російський симфонічний оркестр, що базується в Новосибірську. Звання «академічний» носить з 1982 року .
Створений в 1956 р. і протягом більш ніж півстоліття працював під керуванням свого засновника, диригента Арнольда Каца. Після його смерті з 2007 року оркестром керує литовський диригент Гінтарас Рінкявічюс. З оркестром працюють також запрошені диригенти Фабіо Мастранжело та Томас Зандерлінг.
В історії оркестру — широке коло гастрольних поїздок по СРСР і європейських країнах, а також японські гастролі 1997 та 2001 року .
Дискографія оркестру радянських часів включала музику різних народів та епох, від Генрі Перселла до Леонарда Бернстайна. З оркестром записувалися скрипалі Ігор Ойстрах, Захар Брон, Вадим Рєпін, співачки Неллі Лі, Раїса Котова та інші. Серед новітніх записів оркестру — комплект симфонічних творів Танєєва, зокрема усі 4 симфонії.